# Anamorphus tenuicornis
Anamorphus tenuicornis es una especie de coleóptero de la familia Endomychidae.

## Distribución geográfica
Habita en Guatemala y San Vicente y las Granadinas.